# Литвиненко Віталій Іванович
Віталій Іванович Литвиненко (14 березня 1970, м. Харків, СРСР) — український хокеїст та тренер.

## Кар'єра

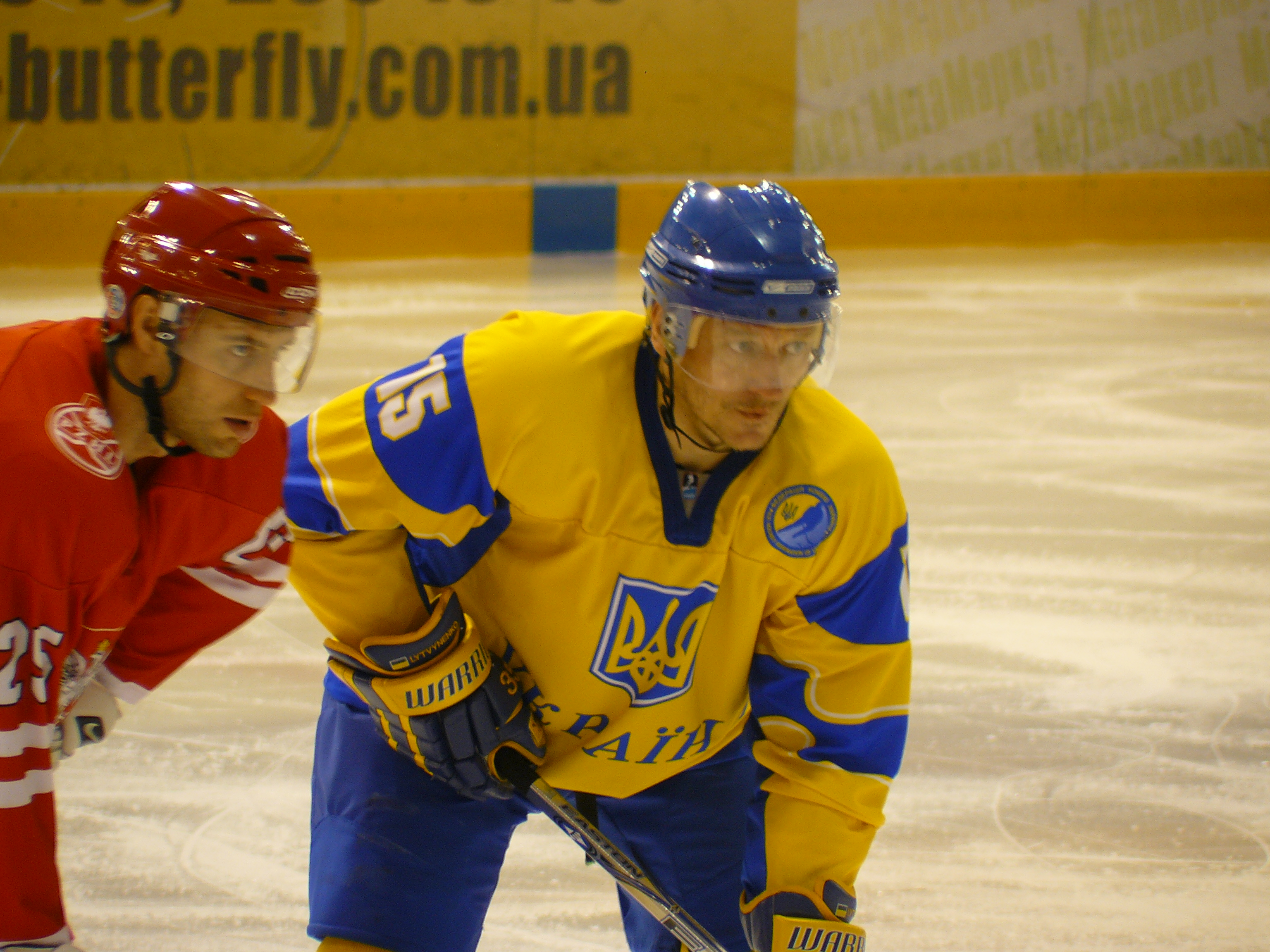
Віталій Литвиненко у грі збірних України та Польщі.

Виступав за «Динамо» (Харків), «Сокіл» (Київ), «Торпедо»/«Локомотив» (Ярославль), «Лада» (Тольятті), «Торпедо» (Нижній Новгород), ХК «Гомель», «Білий Барс» (Біла Церква).
У складі національної збірної України провів 154 матчі (43+62), учасник зимових Олімпійських ігор 2002 (4 матчі, 0+1), учасник чемпіонатів світу 1993 (група C), 1994 (група C), 1995 (група C), 1998 (група B), 1999, 2000, 2001, 2003, 2004, 2005, 2006, 2008 (дивізіон I) і 2009 (дивізіон I).
Працював головним тренером «Витязя» (Харків), що виступав у Професіональній хокейній лізі.
Досягнення
- Чемпіон Росії (1997), бронзовий призер (1998)
- Чемпіон Росії у вищій лізі (2003)
- Чемпіон України (1993, 1995, 2005, 2006, 2009).

Нагороди
- Орден «За заслуги» III ступеня (2008)[2].